# Claudia Telles
Cláudia Telles de Mello Mattos (Rio de Janeiro, 26 de agosto de 1957 – Rio de Janeiro, 21 de fevereiro de 2020) foi uma cantora, compositora e instrumentista brasileira, intérprete de canções românticas, dentre elas as mais tocadas: "Fim de Tarde" e "Eu Preciso Te Esquecer".

## Biografia e carreira
Filha do violonista, compositor e advogado Candinho, e de uma das precursoras da bossa nova, a cantora Sylvia Telles, Cláudia Telles, ainda menina, foi convidada pela mãe para subir ao palco do Teatro Santa Rosa, no Rio, no último show da temporada do espetáculo "Reencontro", que reuniu Sylvia Telles, Edu Lobo, Trio Tamba e Quinteto Villa-Lobos, para cantar "Arrastão" (de Edu Lobo e Vinicius de Moraes). Ficou órfã de mãe aos nove anos, tendo sido criada por seus avós maternos, tendo tido pouco contato com o pai. Aos dezesseis anos, após ter perdido os avós, foi viver sozinha no apartamento que era de sua mãe, em Copacabana. Nesta época trabalhava em musicais no teatro.
Cláudia iniciou sua carreira fazendo coro para artistas famosos em suas gravações, entre eles The Fevers, Roberto Carlos, José Augusto, Gilberto Gil, Jerry Adriani, Jorge Ben, Belchior, Simone, Rita Lee, Fafá de Belém, entre vários outros. Sua chance de "brilhar" veio, entretanto, quando uma amiga do Trio Esperança, Regina, precisou se afastar do grupo por causa da gravidez, Claudia a substituiu em gravações e shows, ganhando experiência de público. Daí para frente ela se dedicaria completamente à arte musical.
Além das gravações em estúdio, Claudia foi crooner do conjunto de Chiquinho do Acordeon, um dos mais conceituados da época, durante um ano. Saiu quando Walter D'Ávila Filho, ao escutar uma canção nova de seu parceiro e também produtor na época da CBS (hoje Sony Music) Mauro Motta, se lembrou dela e de sua voz - um pouco parecida com a da mãe, mas com um timbre metálico, diferente das vozes que havia no mercado e deu-lhe, a título de experiência a “tal” música para gravar. O sucesso foi estrondoso.
A canção logo passou aos primeiros lugares das paradas. Todos queriam saber de quem era aquela voz suave e vieram os diversos convites para programas de televisão. O público jovem se identificou imediatamente com aquela menina de cabelos escorridos, tímida, que lhes derramava versos de amor. "Fim de Tarde" foi um dos grandes sucessos daquele ano de 1976 e agora menina-mulher, amadurecida pelo tempo e pelas circunstâncias, conhecia a fama. Foram vendidas mais de 500 mil cópias do compacto simples, o que lhe valeu o primeiro disco de ouro da carreira, oportunidades para excursionar e também para gravar a música em inglês e espanhol.
Aos 19 anos, Cláudia se projetava nos mesmos caminhos antes trilhados com incomparável êxito pela mãe. Passou então a ser requisitada para shows, cantando do samba ao bolero. Mas sua paixão era a Bossa Nova, chegando a ser considerada a mais perfeita intérprete de "Dindi", uma das muitas músicas que havia feito de sua mãe uma celebridade e unanimidade nacional, ultrapassando as fronteiras do Brasil.
No seu primeiro LP, em 1977, Claudia regrava “Dindi”, de Tom Jobim e Aloysio de Oliveira, grande sucesso na voz de sua mãe, e faz mais dois grandes sucessos, “Eu preciso te esquecer” e “Aprenda a amar”. "Eu preciso te esquecer" acabou sendo incluída na trilha sonora da novela "Locomotivas", exibida em 1977 pela TV Globo. Na trama de Cassiano Gabus Mendes a canção foi tema dos protagonistas "Milena" e "Fábio", interpretados por Aracy Balabanian e Walmor Chagas.
Cláudia nunca escondeu de ninguém o prazer que sentiu ao gravar "Dindi", um dos grandes sucessos de Sylvinha Telles: "Foi uma forma de homenageá-la". A homenagem foi além, veio em forma de batalha. A mesma batalha empreendida por Sylvinha para mostrar o que queria e do que era capaz, apenas com uma diferença: a dura comparação do seu trabalho com o da mãe, a eterna luta para provar que chegou onde quis sem nunca contar apenas com o fato de ser mais uma filha da mãe famosa.
Quatro anos após o sucesso de "Fim de Tarde", em entrevista à revista O Cruzeiro, contou do seu desejo de resgatar à memória os sucessos da Bossa Nova. Seria um tributo a sua mãe e ao maior movimento da história da música brasileira. Entrou em contato com sua gravadora e discutiram esta possibilidade. A ideia, entretanto, nunca saiu da gaveta, deixando seu sonho adormecido por algum tempo.
Era separada e teve três filhos homens, que não seguiram a carreira artística.

## Morte
Morreu no fim da noite de sexta-feira, 21 de fevereiro de 2020, aos 62 anos, de insuficiência cardíaca e disfunção da válvula aórtica, causadas por endocardite.

## Discografia

### Álbuns
- "Claudia Telles" - 1977, Gravadora: Discos CBS, Formatos: Long-Play e Tape.
- "Miragem" - 1978, Gravadora: Discos CBS, Formatos: Long-Play e Tape.
- "Eu quero ser igual a todo mundo" - 1979, Gravadora: Discos CBS, Formatos: Long-Play e Tape.
- "Solidão pra que" (1988 - Gravadora: RGE Discos, Formatos: Long-Play, Tape e Compact Disc;
- "Claudia Telles interpreta Nelson Cavaquinho e Cartola" - 1995 , Gravadora: CID, Formatos: Long-Play, Tape e Compact Disc.
- "Por causa de você" - 1997 , Gravadora: CID, Formatos: Long-Play, Tape e Compact Disc.
- "Chega de Saudade - Tributo a Vinicius de Moraes" - 2000 , Gravadora: CID, Formatos: Long-Play e Compact Disc.
- "Sambas e Bossas" - 2002, Gravadora: CID, Formatos: Long-Play e Compact Disc.
- "Tributo a Tom Jobim" - 2004 , Gravadora: CID, Formato:Compact Disc.
- "Quem sabe você" - 2009, Gravadora: Lua Discos, Formato: Compact Disc.

### Compactos
- "Fim de Tarde" - 1976, Gravadora: Discos CBS, Formatos: Compacto Simples e Extended Play.
- "Eu Preciso Te Esquecer" - 1977, Gravadora: Discos CBS, Formatos: Compacto Simples e Extended Play.
- "Aprenda a amar" - 1977, Gravadora: Discos CBS, Formatos: Compacto Simples e Extended Play.
- "Por eu não saber" - 1978, Gravadora: Discos CBS, Formatos: Compacto Simples e Extended Play.
- "Eu voltei" - 1976, Gravadora: Discos CBS, Formatos: Compacto Simples e Extended Play.
- "Tanto amor" - 1976, Gravadora: Lança Discos/ Polygram do Brasil, Formatos: Compacto Simples e Extended Play.